# Râul Bezid
Râul Bezid este un curs de apă, afluent al râului Cușmed. 

## Hărți
- Harta județului Mureș